# NBA Playoffs 1968
Gli NBA Playoffs 1968 si conclusero con la vittoria dei Boston Celtics (campioni della Eastern Division) che sconfissero i campioni della Western Division, i Los Angeles Lakers.

## Squadre qualificate

### Eastern Division
1. Philadelphia 76ers
2. Boston Celtics
3. N.Y. Knicks
4. Detroit Pistons

### Western Division
1. St. Louis Hawks
2. L.A. Lakers
3. S.F. Warriors
4. Chicago Bulls

## Tabellone
|  | Semifinali Division | Semifinali Division  | Semifinali Division |                |                      | Finali Division      | Finali Division | Finali Division |  |  | NBA Finals | NBA Finals | NBA Finals |  |
|  |                     |                      |                     |                |                      |                      |                 |                 |  |  |            |            |            |  |
|  | 1                   | St. Louis Hawks *    | 2                   |                |                      |                      |                 |                 |  |  |            |            |            |  |
|  | 1                   | St. Louis Hawks *    | 2                   |                |                      |                      |                 |                 |  |  |            |            |            |  |
|  | 3                   | S.F. Warriors        | 4                   |                |                      |                      |                 |                 |  |  |            |            |            |  |
|  | 3                   | S.F. Warriors        | 4                   |                | S.F. Warriors        | S.F. Warriors        | 0               |                 |  |  |            |            |            |  |
|  |                     |                      |                     |                | S.F. Warriors        | S.F. Warriors        | 0               |                 |  |  |            |            |            |  |
|  |                     |                      | L.A. Lakers         | L.A. Lakers    | 4                    |                      |                 |                 |  |  |            |            |            |  |
|  | 4                   | Chicago Bulls        | L.A. Lakers         | L.A. Lakers    | 4                    | 1                    |                 |                 |  |  |            |            |            |  |
|  | 4                   | Chicago Bulls        |                     |                |                      |                      |                 |                 |  |  |            |            |            |  |
|  | 2                   | L.A. Lakers          | 4                   |                |                      |                      |                 |                 |  |  |            |            |            |  |
|  | 2                   | L.A. Lakers          | 4                   |                | L.A. Lakers          | L.A. Lakers          | 2               |                 |  |  |            |            |            |  |
|  |                     |                      |                     |                |                      |                      |                 |                 |  |  |            |            |            |  |
|  |                     |                      | Boston Celtics      | Boston Celtics | 4                    |                      |                 |                 |  |  |            |            |            |  |
|  | 1                   | Philadelphia 76ers * | Boston Celtics      | Boston Celtics | 4                    | 4                    |                 |                 |  |  |            |            |            |  |
|  | 1                   | Philadelphia 76ers * |                     |                |                      |                      |                 |                 |  |  |            |            |            |  |
|  | 3                   | N.Y. Knicks          | 2                   |                |                      |                      |                 |                 |  |  |            |            |            |  |
|  | 3                   | N.Y. Knicks          | 2                   |                | Philadelphia 76ers * | Philadelphia 76ers * | 3               |                 |  |  |            |            |            |  |
|  |                     |                      |                     |                | Philadelphia 76ers * | Philadelphia 76ers * | 3               |                 |  |  |            |            |            |  |
|  |                     |                      | Boston Celtics      | Boston Celtics | 4                    |                      |                 |                 |  |  |            |            |            |  |
|  | 4                   | Detroit Pistons      | Boston Celtics      | Boston Celtics | 4                    | 2                    |                 |                 |  |  |            |            |            |  |
|  | 4                   | Detroit Pistons      |                     |                |                      |                      |                 |                 |  |  |            |            |            |  |
|  | 2                   | Boston Celtics       | 4                   |                |                      |                      |                 |                 |  |  |            |            |            |  |

Legenda
- * Vincitore Division
- "Grassetto" Vincitore serie
- "Corsivo" Squadra con fattore campo

## Eastern Division

### Semifinali

#### (1) Philadelphia 76ers - (3) New York Knicks
RISULTATO FINALE: 4-2
| Filadelfia 22 marzo 1968 Gara 1                                                                                   | Philadelphia 76ers | 118 – 110 (27-28, 25-27, 30-21, 36-34) referto | N.Y. Knicks | Spectrum (5.093 spett.) |
| W. Chamberlain 37 Punti W. Reed 38 W. Chamberlain 7 Assist D. Van Arsdale 8 W. Chamberlain 29 Rimbalzi W. Reed 23 |                    |                                                |             |                         |
| |                    |                                                |             |                         |
| W. Chamberlain 37                                                                                                 | Punti              | W. Reed 38                                     |             |                         |
| W. Chamberlain 7                                                                                                  | Assist             | D. Van Arsdale 8                               |             |                         |
| W. Chamberlain 29                                                                                                 | Rimbalzi           | W. Reed 23                                     |             |                         |

| New York 23 marzo 1968 Gara 2                                                                                                  | N.Y. Knicks | 128 – 117 (30-24, 31-25, 33-35, 34-33) referto | Philadelphia 76ers | Madison Square Garden III (15.911 spett.) |
| W. Bellamy 26 Punti W. Chamberlain , H. Greer 24 W. Frazier 7 Assist W. Chamberlain 8 W. Bellamy 17 Rimbalzi W. Chamberlain 17 |             |                                                |                    |                                           |
| |             |                                                |                    |                                           |
| W. Bellamy 26 | Punti       | W. Chamberlain, H. Greer 24                    |                    |                                           |
| W. Frazier 7 | Assist      | W. Chamberlain 8                               |                    |                                           |
| W. Bellamy 17 | Rimbalzi    | W. Chamberlain 17                              |                    |                                           |

| Filadelfia 27 marzo 1968 Gara 3                                                                                | Philadelphia 76ers | 138 – 132 (d.2t.s.) (27-26, 30-23, 32-30, 24-34) (12-12,13-7) referto | N.Y. Knicks | Spectrum (6.951 spett.) |
| C. Walker 32 Punti C. Russell 40 W. Chamberlain 8 Assist W. Frazier 9 W. Chamberlain 24 Rimbalzi W. Bellamy 19 |                    |                                                                       |             |                         |
| |                    |                                                                       |             |                         |
| C. Walker 32                                                                                                   | Punti              | C. Russell 40                                                         |             |                         |
| W. Chamberlain 8                                                                                               | Assist             | W. Frazier 9                                                          |             |                         |
| W. Chamberlain 24                                                                                              | Rimbalzi           | W. Bellamy 19                                                         |             |                         |

| New York 30 marzo 1968 Gara 4                                                                                 | N.Y. Knicks | 107 – 98 (35-24, 33-32, 19-23, 20-19) referto | Philadelphia 76ers | Madison Square Garden III (18.262 spett.) |
| W. Bellamy 28 Punti W. Chamberlain 23 H. Komives 8 Assist H. Greer 6 W. Bellamy 13 Rimbalzi W. Chamberlain 27 |             |                                               |                    |                                           |
| |             |                                               |                    |                                           |
| W. Bellamy 28                                                                                                 | Punti       | W. Chamberlain 23                             |                    |                                           |
| H. Komives 8                                                                                                  | Assist      | H. Greer 6                                    |                    |                                           |
| W. Bellamy 13                                                                                                 | Rimbalzi    | W. Chamberlain 27                             |                    |                                           |

| Filadelfia 31 marzo 1968 Gara 5                                                                                          | Philadelphia 76ers | 123 – 105 (26-34, 30-22, 36-24, 31-25) referto | N.Y. Knicks | Spectrum (6.979 spett.) |
| H. Greer 38 Punti C. Russell 31 W. Chamberlain , H. Greer 7 Assist H. Komives 5 W. Chamberlain 21 Rimbalzi W. Bellamy 10 |                    |                                                |             |                         |
| |                    |                                                |             |                         |
| H. Greer 38 | Punti              | C. Russell 31                                  |             |                         |
| W. Chamberlain, H. Greer 7                                                                                               | Assist             | H. Komives 5                                   |             |                         |
| W. Chamberlain 21 | Rimbalzi           | W. Bellamy 10                                  |             |                         |

| New York 1 aprile 1968 Gara 6                                                                                        | N.Y. Knicks | 97 – 113 (35-27, 22-29, 19-30, 21-27) referto | Philadelphia 76ers | Madison Square Garden III (18.014 spett.) |
| W. Bellamy , D. Barnett 19 Punti H. Greer 35 H. Komives 6 Assist H. Greer 4 W. Bellamy 22 Rimbalzi W. Chamberlain 27 |             |                                               |                    |                                           |
| |             |                                               |                    |                                           |
| W. Bellamy, D. Barnett 19                                                                                            | Punti       | H. Greer 35                                   |                    |                                           |
| H. Komives 6 | Assist      | H. Greer 4                                    |                    |                                           |
| W. Bellamy 22 | Rimbalzi    | W. Chamberlain 27                             |                    |                                           |

PRECEDENTI IN REGULAR SEASON
| Regular Season 1967-68 | Philadelphia 76ers | 5 – 3 | N.Y. Knicks | Referto 1 - Referto 2 - Referto 3 - Referto 4, Referto 5 - Referto 6, Referto 7 - Referto 8 |
| Philadelphia 76ers 117 New York Knicks 108 Philadelphia 76ers 117 New York Knicks 105 Philadelphia 76ers 115 New York Knicks 115 New York Knicks 108 Philadelphia 76ers 120 Punti 114 New York Knicks 110 Philadelphia 76ers 109 New York Knicks 114 Philadelphia 76ers 129 New York Knicks 97 Philadelphia 76ers 119 Philadelphia 76ers 130 New York Knicks |                    | |             |                                                                                             |
| |                    | |             |                                                                                             |
| Philadelphia 76ers 117 New York Knicks 108 Philadelphia 76ers 117 New York Knicks 105 Philadelphia 76ers 115 New York Knicks 115 New York Knicks 108 Philadelphia 76ers 120 | Punti              | 114 New York Knicks 110 Philadelphia 76ers 109 New York Knicks 114 Philadelphia 76ers 129 New York Knicks 97 Philadelphia 76ers 119 Philadelphia 76ers 130 New York Knicks |             |                                                                                             |

PRECEDENTI NEI PLAYOFF
|  | Philadelphia 76ers (1950, 1954, 1959) | 3 – 2 | N.Y. Knicks (1951, 1952) |  |

#### (2) Boston Celtics - (4) Detroit Pistons
RISULTATO FINALE: 4-2
| Boston 24 marzo 1968 Gara 1                                                                            | Boston Celtics | 123 – 116 (22-23, 46-29, 23-41, 32-23) referto | Detroit Pistons | Boston Garden (7.591 spett.) |
| J. Havlicek 25 Punti D. Bing 30 B. Russell 9 Assist D. Bing 6 B. Russell 34 Rimbalzi D. DeBusschere 24 |                |                                                |                 |                              |
| |                |                                                |                 |                              |
| J. Havlicek 25                                                                                         | Punti          | D. Bing 30                                     |                 |                              |
| B. Russell 9                                                                                           | Assist         | D. Bing 6                                      |                 |                              |
| B. Russell 34                                                                                          | Rimbalzi       | D. DeBusschere 24                              |                 |                              |

| Detroit 25 marzo 1968 Gara 2                                                                                  | Detroit Pistons | 126 – 116 (28-25, 39-33, 26-28, 33-30) referto | Boston Celtics | Cobo Arena (10.109 spett.) |
| D. Bing 24 Punti S. Jones 18 D. Bing 5 Assist S. Jones , L. Siegfried 3 J. Strawder 14 Rimbalzi B. Russell 14 |                 |                                                |                |                            |
| |                 |                                                |                |                            |
| D. Bing 24 | Punti           | S. Jones 18                                    |                |                            |
| D. Bing 5 | Assist          | S. Jones, L. Siegfried 3                       |                |                            |
| J. Strawder 14                                                                                                | Rimbalzi        | B. Russell 14                                  |                |                            |

| Boston 27 marzo 1968 Gara 3                                                                            | Boston Celtics | 98 – 109 (28-27, 24-21, 15-33, 31-28) referto | Detroit Pistons | Boston Garden (8.429 spett.) |
| J. Havlicek 23 Punti D. Bing 27 B. Russell 7 Assist D. Bing 7 B. Russell 23 Rimbalzi D. DeBusschere 17 |                |                                               |                 |                              |
| |                |                                               |                 |                              |
| J. Havlicek 23                                                                                         | Punti          | D. Bing 27                                    |                 |                              |
| B. Russell 7                                                                                           | Assist         | D. Bing 7                                     |                 |                              |
| B. Russell 23                                                                                          | Rimbalzi       | D. DeBusschere 17                             |                 |                              |

| Detroit 28 marzo 1968 Gara 4                                                                            | Detroit Pistons | 110 – 135 (33-28, 27-27, 26-40, 24-40) referto | Boston Celtics | Cobo Arena (11.294 spett.) |
| D. Bing 26 Punti J. Havlicek 35 D. Bing 6 Assist J. Havlicek 9 D. DeBusschere 10 Rimbalzi B. Russell 21 |                 |                                                |                |                            |
| |                 |                                                |                |                            |
| D. Bing 26                                                                                              | Punti           | J. Havlicek 35                                 |                |                            |
| D. Bing 6                                                                                               | Assist          | J. Havlicek 9                                  |                |                            |
| D. DeBusschere 10                                                                                       | Rimbalzi        | B. Russell 21                                  |                |                            |

| Boston 31 marzo 1968 Gara 5                                                                                    | Boston Celtics | 110 – 96 (22-22, 27-28, 34-30, 27-16) referto | Detroit Pistons | Boston Garden (8.093 spett.) |
| B. Howell 30 Punti D. DeBusschere 26 J. Havlicek 13 Assist E. Miles 4 B. Russell 21 Rimbalzi D. DeBusschere 23 |                |                                               |                 |                              |
| |                |                                               |                 |                              |
| B. Howell 30                                                                                                   | Punti          | D. DeBusschere 26                             |                 |                              |
| J. Havlicek 13                                                                                                 | Assist         | E. Miles 4                                    |                 |                              |
| B. Russell 21                                                                                                  | Rimbalzi       | D. DeBusschere 23                             |                 |                              |

| Detroit 1 aprile 1968 Gara 6                                                                             | Detroit Pistons | 103 – 111 (24-22, 25-35, 31-30, 23-24) referto | Boston Celtics | Cobo Arena (9.483 spett.) |
| D. Bing 44 Punti J. Havlicek 31 D. Bing 4 Assist J. Havlicek 12 D. DeBusschere 14 Rimbalzi B. Russell 23 |                 |                                                |                |                           |
| |                 |                                                |                |                           |
| D. Bing 44                                                                                               | Punti           | J. Havlicek 31                                 |                |                           |
| D. Bing 4                                                                                                | Assist          | J. Havlicek 12                                 |                |                           |
| D. DeBusschere 14                                                                                        | Rimbalzi        | B. Russell 23                                  |                |                           |

PRECEDENTI IN REGULAR SEASON
| Regular Season 1967-68 | Boston Celtics | 6 – 2 | Detroit Pistons | Referto 1 - Referto 2 - Referto 3 - Referto 4, Referto 5 - Referto 6, Referto 7 - Referto 8 |
| Detroit Pistons 109 Boston Celtics 118 Detroit Pistons 112 Boston Celtics 148 Boston Celtics 107 Detroit Pistons 115 Boston Celtics 118 Boston Celtics 116 Punti 128 Boston Celtics 111 Detroit Pistons 107 Boston Celtics 126 Detroit Pistons 100 Detroit Pistons 127 Boston Celtics 96 Detroit Pistons 125 Detroit Pistons |                | |                 |                                                                                             |
| |                | |                 |                                                                                             |
| Detroit Pistons 109 Boston Celtics 118 Detroit Pistons 112 Boston Celtics 148 Boston Celtics 107 Detroit Pistons 115 Boston Celtics 118 Boston Celtics 116 | Punti          | 128 Boston Celtics 111 Detroit Pistons 107 Boston Celtics 126 Detroit Pistons 100 Detroit Pistons 127 Boston Celtics 96 Detroit Pistons 125 Detroit Pistons |                 |                                                                                             |

PRECEDENTI NEI PLAYOFF

Si è trattata della prima sfida tra le due squadre ai playoff.

### Finale

#### (1) Philadelphia 76ers - (2) Boston Celtics
RISULTATO FINALE: 3-4
| Filadelfia 5 aprile 1968 Gara 1                                                                                                   | Philadelphia 76ers | 118 – 127 (31-34, 25-31, 31-32, 31-30) referto | Boston Celtics | Spectrum (14.412 spett.) |
| W. Chamberlain 33 Punti J. Havlicek 35 W. Chamberlain , W. Jones 5 Assist J. Havlicek 11 W. Chamberlain 25 Rimbalzi B. Russell 22 |                    |                                                |                |                          |
| |                    |                                                |                |                          |
| W. Chamberlain 33 | Punti              | J. Havlicek 35                                 |                |                          |
| W. Chamberlain, W. Jones 5 | Assist             | J. Havlicek 11                                 |                |                          |
| W. Chamberlain 25 | Rimbalzi           | B. Russell 22                                  |                |                          |

| Boston 10 aprile 1968 Gara 2                                                                                    | Boston Celtics | 106 – 115 (30-32, 30-35, 17-19, 29-29) referto | Philadelphia 76ers | Boston Garden (14.780 spett.) |
| J. Havlicek 28 Punti W. Jones 24 J. Havlicek 9 Assist W. Chamberlain 8 B. Russell 20 Rimbalzi W. Chamberlain 19 |                |                                                |                    |                               |
| |                |                                                |                    |                               |
| J. Havlicek 28                                                                                                  | Punti          | W. Jones 24                                    |                    |                               |
| J. Havlicek 9                                                                                                   | Assist         | W. Chamberlain 8                               |                    |                               |
| B. Russell 20                                                                                                   | Rimbalzi       | W. Chamberlain 19                              |                    |                               |

| Filadelfia 11 aprile 1968 Gara 3                                                                          | Philadelphia 76ers | 122 – 114 (26-27, 30-33, 33-25, 33-29) referto | Boston Celtics | Spectrum (15.102 spett.) |
| H. Greer 31 Punti J. Havlicek 29 H. Greer 9 Assist J. Havlicek 8 W. Chamberlain 25 Rimbalzi B. Russell 20 |                    |                                                |                |                          |
| |                    |                                                |                |                          |
| H. Greer 31                                                                                               | Punti              | J. Havlicek 29                                 |                |                          |
| H. Greer 9                                                                                                | Assist             | J. Havlicek 8                                  |                |                          |
| W. Chamberlain 25                                                                                         | Rimbalzi           | B. Russell 20                                  |                |                          |

| Boston 14 aprile 1968 Gara 4                                                                                 | Boston Celtics | 105 – 110 (24-37, 38-31, 21-18, 22-24) referto | Philadelphia 76ers | Boston Garden (10.503 spett.) |
| S. Jones 25 Punti H. Greer 28 J. Havlicek 8 Assist W. Chamberlain 8 B. Russell 24 Rimbalzi W. Chamberlain 16 |                |                                                |                    |                               |
| |                |                                                |                    |                               |
| S. Jones 25                                                                                                  | Punti          | H. Greer 28                                    |                    |                               |
| J. Havlicek 8                                                                                                | Assist         | W. Chamberlain 8                               |                    |                               |
| B. Russell 24                                                                                                | Rimbalzi       | W. Chamberlain 16                              |                    |                               |

| Filadelfia 15 aprile 1968 Gara 5                                                                                    | Philadelphia 76ers | 104 – 122 (31-36, 26-20, 24-28, 23-38) referto | Boston Celtics | Spectrum (15.202 spett.) |
| W. Chamberlain 28 Punti S. Jones 37 W. Chamberlain 7 Assist J. Havlicek 10 W. Chamberlain 30 Rimbalzi B. Russell 24 |                    |                                                |                |                          |
| |                    |                                                |                |                          |
| W. Chamberlain 28                                                                                                   | Punti              | S. Jones 37                                    |                |                          |
| W. Chamberlain 7 | Assist             | J. Havlicek 10                                 |                |                          |
| W. Chamberlain 30                                                                                                   | Rimbalzi           | B. Russell 24                                  |                |                          |

| Boston 17 aprile 1968 Gara 6                                                                                                   | Boston Celtics | 114 – 106 (30-27, 29-22, 27-28, 28-29) referto | Philadelphia 76ers | Boston Garden (14.780 spett.) |
| J. Havlicek 28 Punti H. Greer 40 J. Havlicek , L. Siegfried 6 Assist W. Chamberlain 8 B. Russell 31 Rimbalzi W. Chamberlain 27 |                |                                                |                    |                               |
| |                |                                                |                    |                               |
| J. Havlicek 28 | Punti          | H. Greer 40                                    |                    |                               |
| J. Havlicek, L. Siegfried 6 | Assist         | W. Chamberlain 8                               |                    |                               |
| B. Russell 31 | Rimbalzi       | W. Chamberlain 27                              |                    |                               |

| Filadelfia 19 aprile 1968 Gara 7                                                                                        | Philadelphia 76ers | 96 – 100 (21-26, 19-20, 29-27, 27-27) referto | Boston Celtics | Spectrum (15.202 spett.) |
| H. Greer 22 Punti S. Jones 22 W. Chamberlain , H. Greer 5 Assist J. Havlicek 8 W. Chamberlain 34 Rimbalzi B. Russell 26 |                    |                                               |                |                          |
| |                    |                                               |                |                          |
| H. Greer 22 | Punti              | S. Jones 22                                   |                |                          |
| W. Chamberlain, H. Greer 5                                                                                              | Assist             | J. Havlicek 8                                 |                |                          |
| W. Chamberlain 34 | Rimbalzi           | B. Russell 26                                 |                |                          |

PRECEDENTI IN REGULAR SEASON
| Regular Season 1967-68 | Philadelphia 76ers | 4 – 4 | Boston Celtics | Referto 1 - Referto 2 - Referto 3 - Referto 4, Referto 5 - Referto 6, Referto 7 - Referto 8 |
| Boston Celtics 104 Philadelphia 76ers 111 Boston Celtics 102 Philadelphia 76ers 133 Boston Celtics 115 Philadelphia 76ers 125 Boston Celtics 127 Philadelphia 76ers 101 Punti 95 Philadelphia 76ers 116 Boston Celtics 101 Philadelphia 76ers 123 Boston Celtics 103 Philadelphia 76ers 118 Boston Celtics 133 Philadelphia 76ers 96 Boston Celtics |                    | |                |                                                                                             |
| |                    | |                |                                                                                             |
| Boston Celtics 104 Philadelphia 76ers 111 Boston Celtics 102 Philadelphia 76ers 133 Boston Celtics 115 Philadelphia 76ers 125 Boston Celtics 127 Philadelphia 76ers 101 | Punti              | 95 Philadelphia 76ers 116 Boston Celtics 101 Philadelphia 76ers 123 Boston Celtics 103 Philadelphia 76ers 118 Boston Celtics 133 Philadelphia 76ers 96 Boston Celtics |                |                                                                                             |

PRECEDENTI NEI PLAYOFF
|  | Philadelphia 76ers (1954, 1954, 1955, 1956, 1967) | 5 – 6 | Boston Celtics (1953, 1957, 1959, 1961, 1965, 1966) |  |

## Western Division

### Semifinali

#### (1) St. Louis Hawks - (3) San Francisco Warriors
RISULTATO FINALE: 2-4
| Saint Louis 22 marzo 1968 Gara 1                                                                 | St. Louis Hawks | 106 – 111 (26-25, 31-29, 20-23, 29-34) referto | S.F. Warriors | Kiel Auditorium (5.018 spett.) |
| D. Ohl 26 Punti J. Mullins 29 L. Wilkens 9 Assist A. Attles 7 P. Silas 15 Rimbalzi R. LaRusso 17 |                 |                                                |               |                                |
|                                                                                                  |                 |                                                |               |                                |
| D. Ohl 26                                                                                        | Punti           | J. Mullins 29                                  |               |                                |
| L. Wilkens 9                                                                                     | Assist          | A. Attles 7                                    |               |                                |
| P. Silas 15                                                                                      | Rimbalzi        | R. LaRusso 17                                  |               |                                |

| Saint Louis 23 marzo 1968 Gara 2                                                                | St. Louis Hawks | 111 – 103 (29-27, 27-18, 22-26, 33-32) referto | S.F. Warriors | Kiel Auditorium (5.810 spett.) |
| Z. Beaty 46 Punti J. Mullins 33 L. Wilkens 11 Assist A. Attles 7 Z. Beaty 22 Rimbalzi C. Lee 10 |                 |                                                |               |                                |
|                                                                                                 |                 |                                                |               |                                |
| Z. Beaty 46                                                                                     | Punti           | J. Mullins 33                                  |               |                                |
| L. Wilkens 11                                                                                   | Assist          | A. Attles 7                                    |               |                                |
| Z. Beaty 22                                                                                     | Rimbalzi        | C. Lee 10                                      |               |                                |

| Daly City 26 marzo 1968 Gara 3                                                                                          | S.F. Warriors | 124 – 109 (30-19, 30-35, 33-30, 31-25) referto | St. Louis Hawks | Cow Palace (5.136 spett.) |
| J. Mullins 33 Punti Z. Beaty , L. Wilkens , L. Hudson 21 A. Attles 7 Assist L. Wilkens 5 C. Lee 22 Rimbalzi Z. Beaty 16 |               |                                                |                 |                           |
| |               |                                                |                 |                           |
| J. Mullins 33 | Punti         | Z. Beaty, L. Wilkens, L. Hudson 21             |                 |                           |
| A. Attles 7 | Assist        | L. Wilkens 5                                   |                 |                           |
| C. Lee 22 | Rimbalzi      | Z. Beaty 16                                    |                 |                           |

| Daly City 29 marzo 1968 Gara 4                                                                    | S.F. Warriors | 108 – 107 (28-22, 37-27, 16-32, 27-26) referto | St. Louis Hawks | Cow Palace (12.325 spett.) |
| J. Mullins 35 Punti Z. Beaty 21 A. Attles 12 Assist L. Wilkens 6 C. Lee 12 Rimbalzi B. Bridges 14 |               |                                                |                 |                            |
|                                                                                                   |               |                                                |                 |                            |
| J. Mullins 35                                                                                     | Punti         | Z. Beaty 21                                    |                 |                            |
| A. Attles 12                                                                                      | Assist        | L. Wilkens 6                                   |                 |                            |
| C. Lee 12                                                                                         | Rimbalzi      | B. Bridges 14                                  |                 |                            |

PRECEDENTI IN REGULAR SEASON
| Regular Season 1967-68 | St. Louis Hawks | 7 – 1 | S.F. Warriors | Referto 1 - Referto 2 - Referto 3 - Referto 4, Referto 5 - Referto 6, Referto 7 - Referto 8 |
| San Francisco Warriors 102 St. Louis Hawks 115 St. Louis Hawks 94 San Francisco Warriors 124 St. Louis Hawks 117 St. Louis Hawks 97 San Francisco Warriors 98 San Francisco Warriors 117 Punti 107 St. Louis Hawks 110 San Francisco Warriors 93 San Francisco Warriors 101 St. Louis Hawks 110 San Francisco Warriors 79 San Francisco Warriors 106 St. Louis Hawks 134 St. Louis Hawks |                 | |               |                                                                                             |
| |                 | |               |                                                                                             |
| San Francisco Warriors 102 St. Louis Hawks 115 St. Louis Hawks 94 San Francisco Warriors 124 St. Louis Hawks 117 St. Louis Hawks 97 San Francisco Warriors 98 San Francisco Warriors 117 | Punti           | 107 St. Louis Hawks 110 San Francisco Warriors 93 San Francisco Warriors 101 St. Louis Hawks 110 San Francisco Warriors 79 San Francisco Warriors 106 St. Louis Hawks 134 St. Louis Hawks |               |                                                                                             |

PRECEDENTI NEI PLAYOFF
|  | St. Louis Hawks | 0 – 2 | S.F. Warriors (1964, 1967) |  |

#### (2) Los Angeles Lakers - (4) Chicago Bulls
RISULTATO FINALE: 4-1
| Inglewood 24 marzo 1968 Gara 1                                                                        | L.A. Lakers | 109 – 101 (30-22, 23-22, 27-25, 29-32) referto | Chicago Bulls | The Forum (7.352 spett.) |
| J. West 33 Punti B. Boozer 27 E. Baylor 8 Assist K. Erickson 5 E. Baylor 23 Rimbalzi J. Washington 11 |             |                                                |               |                          |
| |             |                                                |               |                          |
| J. West 33                                                                                            | Punti       | B. Boozer 27                                   |               |                          |
| E. Baylor 8                                                                                           | Assist      | K. Erickson 5                                  |               |                          |
| E. Baylor 23                                                                                          | Rimbalzi    | J. Washington 11                               |               |                          |

| Inglewood 25 marzo 1968 Gara 2                                                                      | L.A. Lakers | 111 – 106 (33-19, 25-29, 25-26, 28-32) referto | Chicago Bulls | The Forum (8.158 spett.) |
| J. West 35 Punti F. Robinson 32 J. West 8 Assist B. Boozer 4 E. Baylor 16 Rimbalzi J. Washington 13 |             |                                                |               |                          |
| |             |                                                |               |                          |
| J. West 35                                                                                          | Punti       | F. Robinson 32                                 |               |                          |
| J. West 8                                                                                           | Assist      | B. Boozer 4                                    |               |                          |
| E. Baylor 16                                                                                        | Rimbalzi    | J. Washington 13                               |               |                          |

| Arbitri: | Nanny Sokolposky Norm Drucker Ed Rush |

|                  |          |              |
| F. Robinson 41   | Punti    | J. West 32   |
| F. Robinson 4    | Assist   | E. Baylor 5  |
| J. Washington 17 | Rimbalzi | D. Imhoff 15 |

| Chicago 29 marzo 1968 Gara 4                                                                                         | Chicago Bulls | 87 – 93 (24-23, 16-24, 28-28, 19-18) referto | L.A. Lakers | Chicago Stadium (5.678 spett.) |
| K. Erickson 20 Punti E. Baylor 27 K. Erickson , J. Sloan 2 Assist E. Baylor 5 J. Washington 19 Rimbalzi D. Imhoff 21 |               |                                              |             |                                |
| |               |                                              |             |                                |
| K. Erickson 20 | Punti         | E. Baylor 27                                 |             |                                |
| K. Erickson, J. Sloan 2                                                                                              | Assist        | E. Baylor 5                                  |             |                                |
| J. Washington 19 | Rimbalzi      | D. Imhoff 21                                 |             |                                |

| Inglewood 31 marzo 1968 Gara 5 | L.A. Lakers | 122 – 99 (24-30, 34-25, 34-19, 30-25) referto | Chicago Bulls | The Forum (12.108 spett.) |
| E. Baylor 37 Punti J. Washington 24 A. Clark 10 Assist F. Robinson , B. Boozer , B. Clemens 4 E. Baylor 12 Rimbalzi J. Washington 15 |             |                                               |               |                           |
| |             |                                               |               |                           |
| E. Baylor 37 | Punti       | J. Washington 24                              |               |                           |
| A. Clark 10 | Assist      | F. Robinson, B. Boozer, B. Clemens 4          |               |                           |
| E. Baylor 12 | Rimbalzi    | J. Washington 15                              |               |                           |

PRECEDENTI IN REGULAR SEASON
| Regular Season 1967-68 | L.A. Lakers | 7 – 1 | Chicago Bulls | Referto 1 - Referto 2 - Referto 3 - Referto 4, Referto 5 - Referto 6, Referto 7 - Referto 8 |
| Chicago Bulls 105 Los Angeles Lakers 125 Los Angeles Lakers 97 Los Angeles Lakers 124 Los Angeles Lakers 101 Chicago Bulls 101 Los Angeles Lakers 132 Los Angeles Lakers 117 Punti 107 Los Angeles Lakers 117 Chicago Bulls 96 Chicago Bulls 115 Chicago Bulls 106 Chicago Bulls 104 Los Angeles Lakers 105 Chicago Bulls 107 Chicago Bulls |             | |               |                                                                                             |
| |             | |               |                                                                                             |
| Chicago Bulls 105 Los Angeles Lakers 125 Los Angeles Lakers 97 Los Angeles Lakers 124 Los Angeles Lakers 101 Chicago Bulls 101 Los Angeles Lakers 132 Los Angeles Lakers 117 | Punti       | 107 Los Angeles Lakers 117 Chicago Bulls 96 Chicago Bulls 115 Chicago Bulls 106 Chicago Bulls 104 Los Angeles Lakers 105 Chicago Bulls 107 Chicago Bulls |               |                                                                                             |

PRECEDENTI NEI PLAYOFF

Si è trattata della prima sfida tra le due squadre ai playoff.

### Finale

#### (2) Los Angeles Lakers - (3) San Francisco Warriors
RISULTATO FINALE: 4-0
| Inglewood 5 aprile 1968 Gara 1                                                                  | L.A. Lakers | 133 – 105 (33-27, 30-24, 32-29, 38-25) referto | S.F. Warriors | The Forum (10.319 spett.) |
| E. Baylor 29 Punti J. Mullins 29 A. Clark 5 Assist J. Mullins 5 E. Baylor 16 Rimbalzi C. Lee 18 |             |                                                |               |                           |
|                                                                                                 |             |                                                |               |                           |
| E. Baylor 29                                                                                    | Punti       | J. Mullins 29                                  |               |                           |
| A. Clark 5                                                                                      | Assist      | J. Mullins 5                                   |               |                           |
| E. Baylor 16                                                                                    | Rimbalzi    | C. Lee 18                                      |               |                           |

| Inglewood 10 aprile 1968 Gara 2                                                                            | L.A. Lakers | 115 – 112 (34-24, 26-34, 24-32, 31-22) referto | S.F. Warriors | The Forum (11.270 spett.) |
| E. Baylor , J. West 36 Punti F. Hetzel 36 J. West 5 Assist A. Attles 9 E. Baylor 19 Rimbalzi R. LaRusso 15 |             |                                                |               |                           |
| |             |                                                |               |                           |
| E. Baylor, J. West 36                                                                                      | Punti       | F. Hetzel 36                                   |               |                           |
| J. West 5                                                                                                  | Assist      | A. Attles 9                                    |               |                           |
| E. Baylor 19                                                                                               | Rimbalzi    | R. LaRusso 15                                  |               |                           |

| Daly City 11 aprile 1968 Gara 3                                                                 | S.F. Warriors | 124 – 128 (30-33, 35-28, 25-39, 34-28) referto | L.A. Lakers | Cow Palace (9.232 spett.) |
| F. Hetzel 27 Punti J. West 40 J. Mullins 7 Assist J. West 8 R. LaRusso 13 Rimbalzi E. Baylor 12 |               |                                                |             |                           |
|                                                                                                 |               |                                                |             |                           |
| F. Hetzel 27                                                                                    | Punti         | J. West 40                                     |             |                           |
| J. Mullins 7                                                                                    | Assist        | J. West 8                                      |             |                           |
| R. LaRusso 13                                                                                   | Rimbalzi      | E. Baylor 12                                   |             |                           |

| Daly City 13 aprile 1968 Gara 4                                                              | S.F. Warriors | 100 – 106 (24-20, 28-29, 27-30, 21-27) referto | L.A. Lakers | Cow Palace (9.623 spett.) |
| F. Hetzel 27 Punti J. West 29 J. Mullins 6 Assist A. Clark 5 C. Lee 17 Rimbalzi E. Baylor 20 |               |                                                |             |                           |
|                                                                                              |               |                                                |             |                           |
| F. Hetzel 27                                                                                 | Punti         | J. West 29                                     |             |                           |
| J. Mullins 6                                                                                 | Assist        | A. Clark 5                                     |             |                           |
| C. Lee 17                                                                                    | Rimbalzi      | E. Baylor 20                                   |             |                           |

PRECEDENTI IN REGULAR SEASON
| Regular Season 1967-68 | L.A. Lakers | 4 – 4 | S.F. Warriors | Referto 1 - Referto 2 - Referto 3 - Referto 4, Referto 5 - Referto 6, Referto 7 - Referto 8 |
| (1 t.s.) San Francisco Warriors 122 Los Angeles Lakers 112 San Francisco Warriors 119 Los Angeles Lakers 151 Los Angeles Lakers 122 San Francisco Warriors 118 San Francisco Warriors 132 Los Angeles Lakers 142 Punti 121 Los Angeles Lakers 131 San Francisco Warriors 118 Los Angeles Lakers 122 San Francisco Warriors 104 San Francisco Warriors 116 Los Angeles Lakers 137 Los Angeles Lakers (1 t.s.) 106 San Francisco Warriors |             | |               |                                                                                             |
| |             | |               |                                                                                             |
| (1 t.s.) San Francisco Warriors 122 Los Angeles Lakers 112 San Francisco Warriors 119 Los Angeles Lakers 151 Los Angeles Lakers 122 San Francisco Warriors 118 San Francisco Warriors 132 Los Angeles Lakers 142 | Punti       | 121 Los Angeles Lakers 131 San Francisco Warriors 118 Los Angeles Lakers 122 San Francisco Warriors 104 San Francisco Warriors 116 Los Angeles Lakers 137 Los Angeles Lakers (1 t.s.) 106 San Francisco Warriors |               |                                                                                             |

PRECEDENTI NEI PLAYOFF
|  | L.A. Lakers | 0 – 1 | S.F. Warriors (1967) |  |

## NBA Finals 1968

### Boston Celtics - Los Angeles Lakers
RISULTATO FINALE
|  | Boston Celtics | 4 – 2 | L.A. Lakers |  |

PRECEDENTI IN REGULAR SEASON
| Regular Season 1967-68 | Boston Celtics | 4 – 3 | L.A. Lakers | Referto 1 - Referto 2 - Referto 3 - Referto 4, Referto 5 - Referto 6, Referto 7 |
| Boston Celtics 105 Boston Celtics 123 Los Angeles Lakers 117 Los Angeles Lakers 103 Boston Celtics 112 Boston Celtics 104 Los Angeles Lakers 122 Punti 104 Los Angeles Lakers 119 Los Angeles Lakers 123 Boston Celtics 113 Boston Celtics 118 Los Angeles Lakers 141 Los Angeles Lakers 117 Boston Celtics |                | |             |                                                                                 |
| |                | |             |                                                                                 |
| Boston Celtics 105 Boston Celtics 123 Los Angeles Lakers 117 Los Angeles Lakers 103 Boston Celtics 112 Boston Celtics 104 Los Angeles Lakers 122 | Punti          | 104 Los Angeles Lakers 119 Los Angeles Lakers 123 Boston Celtics 113 Boston Celtics 118 Los Angeles Lakers 141 Los Angeles Lakers 117 Boston Celtics |             |                                                                                 |

PRECEDENTI NEI PLAYOFF
|  | Boston Celtics (1959, 1962, 1963, 1965, 1966) | 5 – 0 | L.A. Lakers |  |

#### Roster
| \| Pos. \| Num. \| Naz. \| Nome \| Altezza \| Peso \| Data nascita \| Provenienza \| \| ---- \| ---- \| ---- \| ---------------- \| ------- \| ------ \| ------------ \| ---------------------- \| \| A/C \| 28 \| \| Embry, Wayne \| 203 cm \| 109 kg \| 26-03-1937 \| Miami (OH) \| \| G \| 11 \| \| Graham, Mal \| 185 cm \| 84 kg \| 23-02-1945 \| New York \| \| G/AP \| 17 \| \| Havlicek, John \| 196 cm \| 92 kg \| 08-04-1940 \| Ohio State \| \| A \| 18 \| \| Howell, Bailey \| 201 cm \| 95 kg \| 20-01-1937 \| Mississippi State \| \| A \| 27 \| \| Jones, Johnny \| 201 cm \| 93 kg \| 12-03-1943 \| Cal State Los Angeles \| \| G/AP \| 24 \| \| Jones, Sam \| 193 cm \| 90 kg \| 24-06-1933 \| North Carolina Central \| \| A \| 19 \| \| Nelson, Don \| 198 cm \| 95 kg \| 15-05-1940 \| Iowa \| \| C \| 6 \| \| Russell, Bill \| 206 cm \| 98 kg \| 12-02-1934 \| San Francisco \| \| A \| 16 \| \| Sanders, Satch \| 198 cm \| 95 kg \| 08-11-1938 \| New York \| \| A \| 20 \| \| Siegfried, Larry \| 191 cm \| 86 kg \| 22-05-1939 \| Ohio State \| \| G/AP \| 12 \| \| Thacker, Tom \| 188 cm \| 77 kg \| 02-11-1939 \| Cincinnati \| \| G \| 26 \| \| Weitzman, Rick \| 188 cm \| 79 kg \| 30-04-1946 \| Northeastern \| | Allenatore - Bill Russell Assistente/i - Joe DeLauri Legenda - (C) Capitano - (FA) Free agent - (S) Sospeso - (TW) Contratto Two-way - (GL) Assegnato a squadra G League affiliata - Infortunato Roster • Transazioni · Ultima transazione: 3 aprile 1968 |                        |                  |         |        |              |                        |
| Pos. | Num. | Naz.                   | Nome             | Altezza | Peso   | Data nascita | Provenienza            |
| A/C | 28 | Stati Uniti (bandiera) | Embry, Wayne     | 203 cm  | 109 kg | 26-03-1937   | Miami (OH)             |
| G | 11 | Stati Uniti (bandiera) | Graham, Mal      | 185 cm  | 84 kg  | 23-02-1945   | New York               |
| G/AP | 17 | Stati Uniti (bandiera) | Havlicek, John   | 196 cm  | 92 kg  | 08-04-1940   | Ohio State             |
| A | 18 | Stati Uniti (bandiera) | Howell, Bailey   | 201 cm  | 95 kg  | 20-01-1937   | Mississippi State      |
| A | 27 | Stati Uniti (bandiera) | Jones, Johnny    | 201 cm  | 93 kg  | 12-03-1943   | Cal State Los Angeles  |
| G/AP | 24 | Stati Uniti (bandiera) | Jones, Sam       | 193 cm  | 90 kg  | 24-06-1933   | North Carolina Central |
| A | 19 | Stati Uniti (bandiera) | Nelson, Don      | 198 cm  | 95 kg  | 15-05-1940   | Iowa                   |
| C | 6 | Stati Uniti (bandiera) | Russell, Bill    | 206 cm  | 98 kg  | 12-02-1934   | San Francisco          |
| A | 16 | Stati Uniti (bandiera) | Sanders, Satch   | 198 cm  | 95 kg  | 08-11-1938   | New York               |
| A | 20 | Stati Uniti (bandiera) | Siegfried, Larry | 191 cm  | 86 kg  | 22-05-1939   | Ohio State             |
| G/AP | 12 | Stati Uniti (bandiera) | Thacker, Tom     | 188 cm  | 77 kg  | 02-11-1939   | Cincinnati             |
| G | 26 | Stati Uniti (bandiera) | Weitzman, Rick   | 188 cm  | 79 kg  | 30-04-1946   | Northeastern           |

| \| Pos. \| Num. \| Naz. \| Nome \| Altezza \| Peso \| Data nascita \| Provenienza \| \| ---- \| ---- \| ---- \| ----------------- \| ------- \| ------ \| ------------ \| -------------------- \| \| G/AP \| 30 \| \| Anderson, Cliff \| 188 cm \| 91 kg \| 07-09-1944 \| Saint Joseph's \| \| A/C \| 23 \| \| Barnes, Jim \| 203 cm \| 95 kg \| 13-04-1941 \| Texas Western Miners \| \| A \| 22 \| \| Baylor, Elgin \| 196 cm \| 102 kg \| 16-09-1934 \| Seattle \| \| A \| \| \| Chambers, Jerry \| 196 cm \| 84 kg \| 18-07-1943 \| Utah \| \| G \| 21 \| \| Clark, Archie \| 188 cm \| 79 kg \| 15-07-1941 \| Minnesota \| \| A/C \| 31 \| \| Counts, Mel \| 213 cm \| 104 kg \| 16-10-1941 \| Oregon State \| \| G/AP \| 12 \| \| Crawford, Freddie \| 193 cm \| 86 kg \| 23-12-1941 \| St. Bonaventure \| \| G \| 11 \| \| Goodrich, Gail \| 185 cm \| 77 kg \| 23-04-1943 \| UCLA \| \| A \| 52 \| \| Hamilton, Dennis \| 203 cm \| 95 kg \| 08-05-1944 \| Arizona State \| \| A \| 33 \| \| Hawkins, Tom \| 196 cm \| 95 kg \| 22-12-1936 \| Notre Dame \| \| C \| 14 \| \| Imhoff, Darrall \| 208 cm \| 100 kg \| 12-10-1938 \| UC Berkeley \| \| A/C \| 34 \| \| Mueller, Erwin \| 203 cm \| 104 kg \| 12-03-1944 \| San Francisco \| \| G/AP \| 44 \| \| West, Jerry \| 188 cm \| 79 kg \| 28-05-1938 \| West Virginia \| \| G/AP \| 24 \| \| Wetzel, John \| 196 cm \| 88 kg \| 22-10-1944 \| Virginia Tech \| | Allenatore - Butch van Breda Kolff Legenda - (C) Capitano - (FA) Free agent - (S) Sospeso - (TW) Contratto Two-way - (GL) Assegnato a squadra G League affiliata - Infortunato Roster • Transazioni · Ultima transazione: 3 aprile 1968 |                        |                   |         |        |              |                      |
| Pos. | Num. | Naz.                   | Nome              | Altezza | Peso   | Data nascita | Provenienza          |
| G/AP | 30 | Stati Uniti (bandiera) | Anderson, Cliff   | 188 cm  | 91 kg  | 07-09-1944   | Saint Joseph's       |
| A/C | 23 | Stati Uniti (bandiera) | Barnes, Jim       | 203 cm  | 95 kg  | 13-04-1941   | Texas Western Miners |
| A | 22 | Stati Uniti (bandiera) | Baylor, Elgin     | 196 cm  | 102 kg | 16-09-1934   | Seattle              |
| A | | Stati Uniti (bandiera) | Chambers, Jerry   | 196 cm  | 84 kg  | 18-07-1943   | Utah                 |
| G | 21 | Stati Uniti (bandiera) | Clark, Archie     | 188 cm  | 79 kg  | 15-07-1941   | Minnesota            |
| A/C | 31 | Stati Uniti (bandiera) | Counts, Mel       | 213 cm  | 104 kg | 16-10-1941   | Oregon State         |
| G/AP | 12 | Stati Uniti (bandiera) | Crawford, Freddie | 193 cm  | 86 kg  | 23-12-1941   | St. Bonaventure      |
| G | 11 | Stati Uniti (bandiera) | Goodrich, Gail    | 185 cm  | 77 kg  | 23-04-1943   | UCLA                 |
| A | 52 | Stati Uniti (bandiera) | Hamilton, Dennis  | 203 cm  | 95 kg  | 08-05-1944   | Arizona State        |
| A | 33 | Stati Uniti (bandiera) | Hawkins, Tom      | 196 cm  | 95 kg  | 22-12-1936   | Notre Dame           |
| C | 14 | Stati Uniti (bandiera) | Imhoff, Darrall   | 208 cm  | 100 kg | 12-10-1938   | UC Berkeley          |
| A/C | 34 | Stati Uniti (bandiera) | Mueller, Erwin    | 203 cm  | 104 kg | 12-03-1944   | San Francisco        |
| G/AP | 44 | Stati Uniti (bandiera) | West, Jerry       | 188 cm  | 79 kg  | 28-05-1938   | West Virginia        |
| G/AP | 24 | Stati Uniti (bandiera) | Wetzel, John      | 196 cm  | 88 kg  | 22-10-1944   | Virginia Tech        |

#### Risultati
| Arbitri: | Earl Strom Norm Drucker |

|                                                                     |            |                                                                 |
| B. Howell 20                                                        | Punti      | J. West 25                                                      |
| J. Havlicek 8                                                       | Assist     | A. Clark 5                                                      |
| B. Russell 25                                                       | Rimbalzi   | D. Imhoff 14                                                    |
| Embry, Havlicek, Howell, Jones, Nelson, Russell, Siegfried, Thacker | Formazioni | Baylor, Clark, Counts, Crawford, Hawkins, Imhoff, Mueller, West |

| Arbitri: | Mendy Rudolph Joe Gushue |

|                                                                     |            |                                                                           |
| J. Havlicek 24                                                      | Punti      | J. West 35                                                                |
| B. Russell 5                                                        | Assist     | E. Mueller 7                                                              |
| B. Russell 24                                                       | Rimbalzi   | D. Imhoff 11                                                              |
| Embry, Havlicek, Howell, Jones, Nelson, Russell, Siegfried, Thacker | Formazioni | Baylor, Clark, Counts, Crawford, Goodrich, Hawkins, Imhoff, Mueller, West |

| Arbitri: | Norm Drucker Earl Strom |

|                                                                           |            |                                                              |
| J. West 33                                                                | Punti      | J. Havlicek 27                                               |
| J. West 9                                                                 | Assist     | B. Russell 9                                                 |
| E. Baylor 18                                                              | Rimbalzi   | B. Russell 16                                                |
| Baylor, Clark, Counts, Crawford, Goodrich, Hawkins, Imhoff, Mueller, West | Formazioni | Havlicek, Howell, Jones, Nelson, Russell, Siegfried, Thacker |

| Arbitri: | Joe Gushue Mendy Rudolph |

|                                                                           |            |                                                                              |
| J. West 38                                                                | Punti      | B. Howell 24                                                                 |
| D. Imhoff 6                                                               | Assist     | J. Havlicek 8                                                                |
| D. Imhoff 20                                                              | Rimbalzi   | B. Russell 22                                                                |
| Baylor, Clark, Counts, Crawford, Goodrich, Hawkins, Imhoff, Mueller, West | Formazioni | Embry, Havlicek, Howell, Jones, Nelson, Russell, Sanders, Siegfried, Thacker |

| Arbitri: | Mendy Rudolph Earl Strom |

|                                                                     |            |                                                                           |
| J. Havlicek 31                                                      | Punti      | J. West 35                                                                |
| J. Havlicek 8                                                       | Assist     | E. Baylor, J. West 6                                                      |
| B. Russell 25                                                       | Rimbalzi   | E. Baylor 15                                                              |
| Embry, Havlicek, Howell, Jones, Nelson, Russell, Sanders, Siegfried | Formazioni | Baylor, Clark, Counts, Crawford, Goodrich, Hawkins, Imhoff, Mueller, West |

| Arbitri: | Norm Drucker Earl Strom |

|                                                                           |            |                                                                                                |
| E. Baylor 28                                                              | Punti      | J. Havlicek 40                                                                                 |
| E. Baylor 6                                                               | Assist     | J. Havlicek 7                                                                                  |
| M. Counts 25                                                              | Rimbalzi   | B. Russell 19                                                                                  |
| Baylor, Clark, Counts, Crawford, Goodrich, Hawkins, Imhoff, Mueller, West | Formazioni | Embry, Graham, Havlicek, Howell, Jones, Nelson, Russell, Sanders, Siegfried, Thacker, Weitzman |

| Campione NBA 1968         |
| ------------------------- |
| Boston Celtics 10º titolo |

#### Hall of famer
| NBA Finals           | Atleta        | Squadra        | Anno      |                      |
| -------------------- | ------------- | -------------- | --------- | -------------------- |
| Giocatore            | Wayne Embry   | Boston Celtics | 1999      | Contributore         |
| Giocatore            | John Havlicek | Boston Celtics | 1984      | Giocatore            |
| Giocatore            | Bailey Howell | Boston Celtics | 1997      | Giocatore            |
| Giocatore            | Sam Jones     | Boston Celtics | 1984      | Giocatore            |
| Giocatore            | Don Nelson    | Boston Celtics | 2012      | Allenatore           |
| Giocatore            | Satch Sanders | Boston Celtics | 2011      | Contributore         |
| Giocatore Allenatore | Bill Russell  | Boston Celtics | 1975 2021 | Giocatore Allenatore |
| Giocatore            | Elgin Baylor  | L.A. Lakers    | 1977      | Giocatore            |
| Giocatore            | Gail Goodrich | L.A. Lakers    | 1996      | Giocatore            |
| Giocatore            | Jerry West    | L.A. Lakers    | 1980      | Giocatore            |

## Squadra vincitrice
| N° | Naz.                   | Ruolo | Sportivo        |  | Alt. |  |
| -- | ---------------------- | ----- | --------------- |  | ---- |  |
| 6  | Stati Uniti (bandiera) | C     | Bill Russell    |  | 208  |  |
| 11 | Stati Uniti (bandiera) | P     | Mal Graham      |  | 183  |  |
| 12 | Stati Uniti (bandiera) | G     | Tom Thacker     |  | 185  |  |
| 16 | Stati Uniti (bandiera) | AP    | Satch Sanders   |  | 198  |  |
| 17 | Stati Uniti (bandiera) | AP    | John Havlicek   |  | 196  |  |
| 18 | Stati Uniti (bandiera) | AG    | Bailey Howell   |  | 201  |  |
| 19 | Stati Uniti (bandiera) | AP    | Don Nelson      |  | 198  |  |
| 20 | Stati Uniti (bandiera) | G     | Larry Siegfried |  | 189  |  |
| 24 | Stati Uniti (bandiera) | G     | Sam Jones       |  | 193  |  |
| 26 | Stati Uniti (bandiera) | P     | Rick Weitzman   |  | 188  |  |
| 27 | Stati Uniti (bandiera) | AP    | Johnny Jones    |  | 198  |  |
| 28 | Stati Uniti (bandiera) | AG    | Wayne Embry     |  | 203  |  |
|    | Stati Uniti (bandiera) | All.  | Bill Russell    |  |      |  |

## Statistiche
Aggiornate al 23 agosto 2021.
| Categoria | Singola prestazione | Singola prestazione | Singola prestazione | Media            | Media              | Media | Media |
| Categoria | Giocatore           | Squadra             | Max                 | Giocatore        | Squadra            | Media | PG    |
| --------- | ------------------- | ------------------- | ------------------- | ---------------- | ------------------ | ----- | ----- |
| Punti     | Zelmo Beaty         | St. Louis Hawks     | 46                  | Jerry West       | L.A. Lakers        | 30,8  | 15    |
| Rimbalzi  | Bill Russell        | Boston Celtics      | 34                  | Wilt Chamberlain | Philadelphia 76ers | 24,7  | 13    |
| Assist    | John Havlicek       | Boston Celtics      | 13                  | Lenny Wilkens    | St. Louis Hawks    | 7,8   | 6     |